# سیاهرگ‌های میان‌مهره‌ای
سیاهرگ‌های میان‌مهره‌ای اعصاب نخاعی را از طریق سوراخ میان‌مهره‌ای همراهی می‌کنند. آن‌ها سیاهرگ‌ها را از طناب نخاعی دریافت کرده و شبکه‌های مهره‌ای درونی را تخلیه می‌کنند.
تخلیه خون توسط آن‌ها به هر قسمت از بدن بستگی دارد:
- گردن: سیاهرگ مهره‌ای
- قفسه سینه: سیاهرگ‌های میان‌دنده‌ای
- ناحیه کمر: سیاهرگ‌های کمر
- ناحیه خاجی: سیاهرگ‌های خاجی کناری

دهانه آنها دارای دریچه است.